# Bactrocera lampabilis
Bactrocera lampabilis är en tvåvingeart som först beskrevs av Drew 1971.  Bactrocera lampabilis ingår i släktet Bactrocera och familjen borrflugor. Inga underarter finns listade.